# Shape Up
Shape Up est un jeu vidéo de fitness développé par une équipe du studio Ubisoft Montréal et édité par Ubisoft en 2014 en exclusivité sur Xbox One.
Le jeu a été créé pour pouvoir utiliser toute la puissance du nouveau Kinect de la Xbox One afin de réaliser un jeu de fitness avec une reconnaissance de mouvements réussie. Le but du jeu a aussi été de permettre au joueur de lier de véritables entraînements physiques avec le jeu vidéo.
Shape Up est annoncé officiellement lors de la conférence d'Ubisoft de l'E3 2014 où deux développeurs se sont affrontés à un duel de pompes sur la scène de la conférence.

## Système de jeu
Shape Up est un jeu de fitness combinant des exercices classiques où l'on doit suivre un coach en train de réaliser un programme prédéfini mêlant fitness et stretching et des exercices qui sont en réalité des mini-jeux. Dans les mini-jeux, les joueurs peuvent donc perforer des astéroïdes, monter jusqu'à la lune ou encore sauter sur les touches d'un piano en rythme car on devient un personnage du jeu puisque que nous sommes intégralement représenter dans les activités. Alors que dans les exercices classiques, le joueur devra entraîner et muscler une partie de son corps (bras, jambe, etc.).
Le jeu enregistre les calories perdues lors des exercices. Il existe également un mode appelé Quêtes d'Entraînement, où le joueur doit faire un programme prédéfini se déroulant sur 1 mois avec 4 exercices de 15 minutes à réaliser par semaine. Ces exercices correspondent à une succession d'épreuves classiques dont le but est de faire du mieux possible jusqu'à l'affrontement contre un boss que le joueur devra vaincre pour terminer son programme. À chaque exercice, il y a un système de points qui permettra au joueur de gagner des médailles en fonction de sa performance mais aussi d'envoyer des défis à ses amis et même de les affronter en multijoueur local (deux joueurs uniquement).

## Accueil
Le jeu profite d'un style graphique apprécié avec des exercices variés et amusants pour le joueur. Shape Up a donc choisi de se concentrer sur un principe simple : « quand on s'amuse, on obtient de meilleurs résultats et on est plus performant ».
La plupart des critiques apprécient les qualités du jeu comme le style graphique et les exercices amusants et efficaces, mais elles déplorent le système économique du jeu jugé discutable, ainsi que la présence d'un trop faible nombre d'exercices.